# Волрад II (Валдек)
Волрад II фон Валдек (на немски: Wolrad II von Waldeck, Vollrad, „der Gelehrte“) е основател на т.нар. „Средна Айзенбергска линия“.

## Биография
Роден е на 27 март 1509 година в Айлхаузен, днес част от Бад Аролзен, Хесен. Той е син на граф Филип III фон Валдек (1486 – 1539) и първата му съпруга Аделхайд фон Хоя († 1515), дъщеря на граф Ото VI фон Хоя.
След смъртта на баща му наследството се разделя през 1539 г. между Волрад II и полубрат му Йохан I, който основава „Новата Ландауска линия“, която измира през 1597 г.
Волрад II е от 1539 до 1575 г. управляващ граф на Валдек-Айзенберг и става прародител на средната линия на Дом Валдек-Айзенберг. Той е известен и с допълнителното име „Ученият“. През 1546 г. участва в „Регенсбургския религиозен разговор“, свикан от император Карл V. От 1547 г. до смъртта си той резидира във водния дворец към Айлхаузен. Той е и генералмайор.
Умира на 15 април 1575 година в Айлхаузен на 69-годишна възраст.

## Фамилия
На 6 юни 1546 г. той се жени за Анастасия Гюнтера фон Шварцбург-Бланкенбург (* 31 март 1528, † 1 април 1570), дъщеря на Хайнрих XXXII фон Шварцбург-Бланкенбург (1498 – 1538) и графиня Катарина фон Хенеберг-Шлойзинген (1508 – 1567). Двамата имат децата:
1. Катарина (* 20 септември 1547, † 8 юли 1613), абатиса в манастир Шаакен
2. Франц (* 8 април 1549, † 7 март 1552)
3. Елизабет (* 27/28 април 1550, † 6 март 1552)
4. Анна Ерика (* 17 септември 1551, † 15 октомври 1611), 1589 – 1611 абатиса в Гандерсхайм
5. Хайнрих (* 3 ноември 1552, † 28 декември 1552)
6. Йосиас (* 18 март 1553/54, † 6 август 1588), ∞ пр. 8 март 1582 г. за Мария фон Барби-Мюлинген (1563 – 1619)
7. Аделхайд Валпурга (* 11 септември 1555, † 17 юни 1570)
8. Амалия (* 28 февруари 1557/58, † 18 март 1562)
9. Йохан Георг (* 13 юли 1559; † 10 ноември 1559)
10. Юта (* 12 ноември 1560 в Айзенберг, † 23 май 1621 в Грайц), ∞ на 28 май 1583 г. за Хайнрих XVII Ройс-Обергайц (* 25 юли 1561 в Глаухау, † 8 февруари 1607 в Грайц)
11. Магдалена Луция (* 16 февруари 1561/62, † 10 април 1621)
12. Волрад (* 16 юни 1563, † 12 ноември 1587), убит в битка във Франция
13. Катерина Анастасия (* 20 март 1565/66, † 18 февруари 1635), ∞ на 18 октомври 1585 г. за граф Волфганг II фон Льовенщайн-Шарфенек (* 19 август 1555; † 29 ноември 1596)